# Dub v Loučné
Dub v Loučné je památný strom - rozložitý dub letní (Quercus robur) s bohatě zavětvenou, širokou korunou, válcovitým kmenem, krátkými kořenovými náběhy, u kterého se kmen ve třech metrech výšky rozdvojuje. Strom se nachází na okraji osady Loučná v okrese Sokolov v Karlovarském kraji, za plotem chalupy čp. 138, vpravo pod silnicí k Jindřichovicím. Solitérní strom má měřený obvod 405 cm, výšku 30 m (měření 2005). Za památný byl vyhlášen v roce 2006 pro svůj vzrůst (největší dub Kraslicka) a jako esteticky zajímavý strom.

## Stromy v okolí
- Martinské lípy v Jindřichovicích
- Jindřichovický klen